# Nové Bránice
Pour les articles homonymes, voir Branice (homonymie).
Nové Bránice (jusqu'en 1947 : Německé Bránice ; en allemand : Deutsch Branitz) est une commune du district de Brno-Campagne, dans la région de Moravie-du-Sud, en République tchèque. Sa population s'élevait à 738 habitants en 2020.

## Géographie
Nové Bránice se trouve à 10 km à l'est-nord-est de Moravský Krumlov, à 19 km au sud-ouest de Brno et à 183 km au sud-est de Prague.
La commune est limitée par Moravské Bránice au nord, par Dolní Kounice à l'est, par Trboušany au sud, par Moravský Krumlov au sud-ouest et par Ivančice à l'ouest.

## Histoire
La première mention écrite de la localité date de 1276.

## Transports
Par la route, Nové Bránice se trouve à 7,5 km d'Ivančice, à 25 km de Brno, à 51 km de Znojmo et à 209 km de Prague.